# Metoda czynnika sumacyjnego
Metoda czynnika sumacyjnego pozwala na rozwiązywanie równań rekurencyjnych postaci {\displaystyle a_{n}T_{n}=b_{n}T_{n-1}+c_{n}} poprzez sprowadzenie ich do postaci {\displaystyle U_{n}=U_{n-1}+w_{n},} gdzie {\displaystyle a_{n},b_{n},c_{n},w_{n}} to ciągi współczynników.
Zakładamy, że spełnione są warunki
{\displaystyle a_{n}\neq 0} dla {\displaystyle n\geqslant 0,} oraz {\displaystyle b_{n}\neq 0} dla {\displaystyle n>0.}

## Cel metody
Celem jest sprowadzenie tej wyjściowej rekurencji do postaci
{\displaystyle U_{n}=U_{n-1}+w_{n}.}
Taka postać mówi nam, że wyraz o numerze {\displaystyle n} powstaje z wyrazu o numerze {\displaystyle n-1} przez dodanie do niego elementu {\displaystyle w_{n}.} Oznacza to zatem, że {\displaystyle U_{n}} można zapisać jako sumę
{\displaystyle U_{n}=\sum _{k=0}^{n}w_{k}.}

## Opis metody
Aby dojść do oczekiwanej postaci definiujemy czynnik sumacyjny, czyli ciąg {\displaystyle s_{n},\;n=0,1,\dots } spełniający równanie
{\displaystyle s_{n}b_{n}=s_{n-1}a_{n-1},}
lub inaczej
{\displaystyle s_{n}=s_{n-1}{\frac {a_{n-1}}{b_{n}}}.}
Przez pomnożenie równania wyjściowego obustronnie przez {\displaystyle s_{n}} pozbywamy się zależności od {\displaystyle b_{n}} po prawej stronie równania:
{\displaystyle s_{n}a_{n}T_{n}=s_{n-1}a_{n-1}T_{n-1}+s_{n}c_{n}.}
Wprowadzamy teraz nową funkcję
{\displaystyle U_{n}=s_{n}a_{n}T_{n},}
co pozwala nam zapisać poprzednie równanie jako
{\displaystyle U_{n}=U_{n-1}+s_{n}c_{n},}
i dalej w postaci sumy
{\displaystyle U_{n}=\sum _{k=0}^{n}s_{k}c_{k}.}
Uwzględniając definicję {\displaystyle U_{n},} otrzymujemy
{\displaystyle s_{n}a_{n}T_{n}=\sum _{k=0}^{n}s_{k}c_{k}=U_{0}+\sum _{k=1}^{n}s_{k}c_{k}=s_{0}a_{0}T_{0}+\sum _{k=1}^{n}s_{k}c_{k}=s_{1}b_{1}T_{0}+\sum _{k=1}^{n}s_{k}c_{k}.}
Zatem równanie na {\displaystyle T_{n}} ma postać
{\displaystyle T_{n}={\frac {1}{s_{n}a_{n}}}\left(s_{1}b_{1}T_{0}+\sum _{k=1}^{n}s_{k}c_{k}\right).}
Ostatnim krokiem jest wyznaczenie wyrazów ciągu {\displaystyle s_{n}.} Z określenia
możemy wyznaczyć {\displaystyle s_{n}} dla {\displaystyle n>0.} Musimy przyjąć warunek na zakończenie
rekurencji – możemy to zrobić, wybierając {\displaystyle s_{0}=1.} Wówczas otrzymujemy ciąg
{\displaystyle s_{0}=1,}
{\displaystyle s_{1}={\frac {a_{0}}{b_{1}}},}
{\displaystyle s_{2}=s_{1}{\frac {a_{1}}{b_{2}}}\ ={\frac {a_{0}a_{1}}{b_{1}b_{2}}}}
i ogólnie
{\displaystyle s_{n}={\frac {a_{0}a_{1}\ldots a_{n-1}}{b_{1}b_{2}\ldots b_{n}}}={\frac {\prod \limits _{k=0}^{n-1}a_{k}}{\prod \limits _{k=1}^{n}b_{k}}}.}

## Literatura
- Ronald L. Graham, Donald E. Knuth, Oren Patashnik, Matematyka konkretna, Wydawnictwo Naukowe PWN, Warszawa 2002, ISBN 83-01-13906-4.